# 格蘭河畔聖法伊特縣
聖法伊特縣（德語：Bezirk Sankt Veit an der Glan）是奧地利克恩頓州的一個縣，位於該州的東北部。面積1,493.67平方公里。2001年人口58,742人。縣治聖法伊特。
下分20個市镇，其中4个城市，9集镇，7个普通市镇。